# Hannibal Lecter
Dr. Hannibal "The Cannibal" Lecter is een psychopaat in een serie romans van Thomas Harris.
Het gaat om de boeken:
1. Red Dragon uit 1981 (verfilmd als Manhunter in 1986 en Red Dragon in 2002)
2. The Silence of the Lambs uit 1988 (verfilmd onder dezelfde titel in 1991)
3. Hannibal uit 1999 (verfilmd onder dezelfde titel in 2001)
4. Hannibal Rising uit 2006 (verfilmd onder dezelfde titel in 2007 en als de tv-serie Hannibal in 2013-2015)

## Verhaal

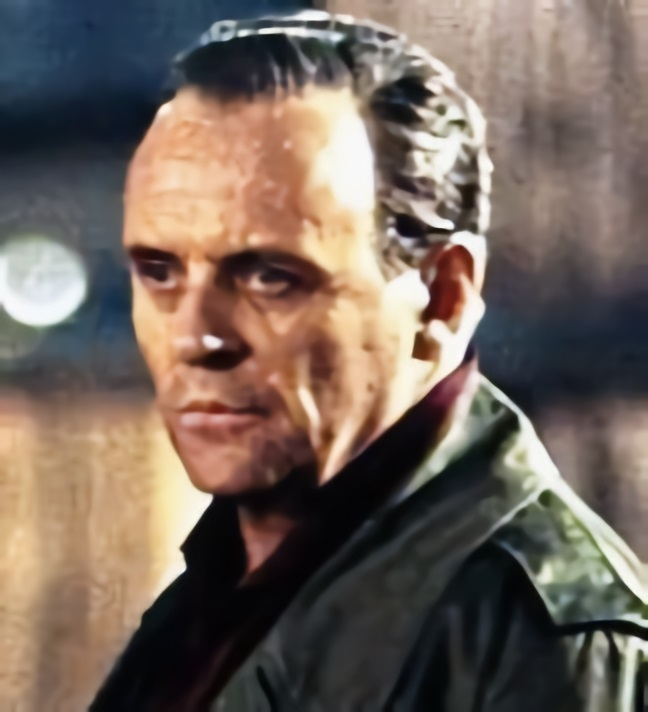
Anthony Hopkins

Hannibal werd geboren in 1933, in de buurt van Vilnius, Litouwen. Zijn ouders waren van adel, zijn vader was een Litouwse graaf uit een zeer oude familie, zijn moeder lid van de Milanese familie Visconti. Hij had een jonger zusje, Mischa, om wie hij erg gaf.
In 1944 worden zijn ouders vermoord door een Duits gevechtsvliegtuig, en hij blijft alleen achter met zijn zusje. Een groep uitgehongerde plunderende Russische collaborateurs komt bij hen schuilen, en besluiten zijn zusje op te eten (Hannibal krijgt zonder dat hij het weet ook bouillon te drinken die afkomstig is van zijn zusje). Dit heeft een verpletterende indruk gemaakt op de jonge Hannibal (noot: de Russische kannibaal Andrej Tsjikatilo had een broer die was opgegeten door hongerige Russische boeren). Uiteindelijk neemt hij wraak op de Russische collaborateurs: hij spoort ze een voor een op en doodt ze. Zijn laatste moord vindt plaats in Canada.
Uiteindelijk vinden we hem in de Verenigde Staten terug als briljant psychiater. Hij vermoordt echter negen mensen, vaak patiënten. Van een aantal eet hij de lever en de thymus op. Het enige overlevende slachtoffer is de rijke Mason Verger die er wel een bijna totale verlamming en afzichtelijke verminkingen aan overhoudt. Sindsdien bereidt Verger minutieus zijn wraak op Lecter voor: hij wil hem gevangennemen en door woeste varkens laten opeten. Uiteindelijk wordt Lecter door de rechercheur Will Graham getraceerd en gearresteerd.
Dr. Hannibal Lecter helpt de FBI later met het vinden van de seriemoordenaars Francis Dolarhyde (de "Red Dragon") en Jame Gumb ("Buffalo Bill", gebaseerd op Ed Gein), met kennis vergaard van zijn patiënten, die zelf beslist niet zuiver op de graat zijn. Hij neemt wraak op Graham door Dolarhyde op hem af te sturen die hem gruwelijk verminkt. Tijdens de jacht op Jame Gumb wordt hij tijdelijk elders ondergebracht zonder zijn vaste bewaker Barney, en kan hij op zeer bloederige wijze ontsnappen. Er wordt gesuggereerd dat hij ook wraak neemt op de arrogante inrichtingsdirecteur Chilton, en nadien jarenlang in Italië onderduikt.
Dr. Hannibal Lecter is een extreem intelligent persoon en bezit een fotografisch geheugen. Hij kan mensen de stuipen op het lijf jagen, maar ook zeer ontwapenend zijn. Dit is echter schijn; hij vermoordt mensen zonder blikken of blozen op de meest gruwelijke manieren. Als uitvloeisel van zijn familieafkomst en opvoeding zijn cultuur, kunst en kunstgeschiedenis zeer belangrijk voor hem; hij duikt onder in de vermomming van kunstkenner en Mason Vergers spionnen houden dan ook altijd Europese culturele evenementen als de Salzburger Festspiele in de gaten. Goede manieren zijn voor Lecter uitermate belangrijk: zo biedt hij Clarice Starling excuses aan en brengt hij de diep gestoorde medegevangene Miggs tot zelfmoord omdat deze zijn sperma in haar gezicht had gespat. In het derde deel van de trilogie, Hannibal, komt zijn menselijke kant enigszins naar voren. Hierin worden hij en rechercheur Clarice Starling ten slotte een paar.
In de serie ontwikkelt Lecter zich min of meer van een gewetenloze seriemoordenaar en kannibaal tot een soort antiheld. Waar hij in de eerste delen iedereen vermoordt die hem voor de voeten loopt, zijn zijn slachtoffers in latere delen personen die zelf in meerdere of mindere mate kwaad hebben gedaan. Verschillende patiënten waaronder Mason Verger en Benjamin Raspail blijken therapie bij Lecter te moeten volgen als vorm van strafrechtelijke maatregel; vaak komt Lecters door zijn briljante therapie achter nog meer en ergere misdrijven, waarop hij zijn slachtoffers voor straf doodt en opeet. Anderzijds helpt hij Margot Verger met haar eigen door het misbruik van haar broer Mason veroorzaakte jeugdtrauma. De vraag dringt zich dan ook regelmatig op wie de werkelijke monsters zijn. Uiteindelijk wordt hij door Starling gered van de wraak van Mason Verger. Er wordt gesuggereerd dat Starling uiteindelijk een matigende invloed op hem heeft waardoor hij geen mensen meer vermoordt, hoewel het niet zeker is dat hij toch niet op een dag zal terugvallen in zijn kannibalisme. Barney herkent hem bij toeval in Buenos Aires, neemt het zekere voor het onzekere, en maakt zich wijselijk uit de voeten. Anderzijds is het wellicht ook mogelijk dat Lecter Barney opzettelijk liet gaan, omdat deze hem altijd met respect heeft behandeld.
De vier boeken zijn verfilmd in de gelijknamige films. De rol van Hannibal Lecter werd gespeeld door Anthony Hopkins in Silence of the Lambs, Hannibal en Red Dragon. In Manhunter speelt Brian Cox de rol van Hannibal. In de laatst verschenen Lecter-film Hannibal Rising speelt Gaspard Ulliel de rol van Hannibal Lecter.
Hannibal wordt in de gelijknamige serie, begonnen in 2013, gespeeld door Mads Mikkelsen.

## Verwijzingen
Een aantal kannibalistische (serie) moordenaars heeft bij het publiek bijnamen gekregen die naar Hannibal Lecter verwezen:
- Robert Maudsley werd Hannibal the Cannibal genoemd omwille van zijn gevangenisomstandigheden, hoge IQ en vermeend kannibalisme.
- Armin Meiwes, wiens slachtoffer zich vrijwillig aan hem aanbood, stond bekend als de Hannibal van Hessen mede omdat hij net als Hannibal Lecter uitermate beleefd is en ontwapenend overkomt, en omdat hij zoals in The Silence of the Lambs de politie heeft geholpen met een moord op te lossen.
- Andrej Tsjikatilo, een Russisch seriemoordenaar die zich tevens aan kannibalisme schuldig maakte, stond bekend als de Sovjet Hannibal Lecter. Naar eigen zeggen had hij een broer die door hongerige boeren was opgegeten, net als Hannibal Lector's zusje.